# هزینه
در تولید، تحقیق، خرده‌فروشی و حسابداری، هزینه به ارزش پولی گفته می‌شود که برای تولید چیزی یا ارائه خدمات، استفاده شده است و از این رو دیگر برای استفاده در دسترس نیست. هزینه حقوق کارمندان، آب، برق، تلفن، درج آگهی در روزنامه، هزینه استهلاک اثاثه و ساختمان همگی ممکن است مثالی و بخشی از هزینه‌های یک موسسه باشند.
مبالغی که تولیدکنندگان برای تولید صرف می‌کنند، هزینهٔ تولید نامیده می‌شود. اگر هزینه از درآمد بیشتر باشد آن را زیان و اگر هزینه از درآمد کمتر باشد، به آن سود گفته می‌شود.
همانگونه که درآمد موجب افزایش سرمایه می‌گردد، هزینه موجب کاهش آن می‌شود.
هر کاهشی در صندوق هزینه محسوب نمی‌گردد. به عنوان مثال:
- خرید بسیاری از اقلام دارایی مانند خرید ساختمان و اثاثه هزینه محسوب نمی‌گردد.
- واریز بدهی و پرداخت وجه به طلبکاران هزینه محسوب نمی‌گردد.
- برداشت نقدی صاحب موسسه از صندوق جزء هزینه جاری موسسه نمی‌باشد.